# Traíd
Traíd es un municipio español de la provincia de Guadalajara, en la comunidad autónoma de Castilla-La Mancha. Tiene una población de 19 habitantes (INE 2024).

## Geografía
Traíd se encuentra dentro del área del Alto Tajo. En sus alrededores se encuentran otras localidades como Alustante, Alcoroches, Piqueras, Pinilla de Molina, Terzaga, Megina, Chequilla, Checa, Orea y Peralejos de las Truchas. En el siglo XIX se mencionaban los «buenos montes poblados de encina y algunas matas bajas» existentes en el término.

## Historia
Hacia mediados del siglo XIX, la localidad contaba con una población de 401 habitantes. Aparece descrita en el decimoquinto volumen del Diccionario geográfico-estadístico-histórico de España y sus posesiones de Ultramar de Pascual Madoz de la siguiente manera:

TRAID: l. con ayunt. en la prov. de Guadalajara (20 leg.), part. jud. de Molina (4), aud. terr. de Madrid (30), c. g. de Castilla la Nueva, dióc. de Sigüenza (16). sit. en un valle en el declive de un cerro, con buena ventilacion, principalmente por el N.; su clima es frio, poro sano. Tiene 106 casas; la consistorial con cárcel; escuela de instruccion primaria frecuentada por 40 alumnos, dotada con 1,100 rs.; 3 fuentes, que aunque no muy abundantes, dan buenas aguas; una igl. parr. (Ntra. Sra. del Rosario) servida por un cura y un sacristan. térm.: confina con los de Otilla, Piqueras, Alcoroches, Chera y Pinilla del Valle; dentro de él se encuentran la ermita de Sta. Lucia y el cas. de la Bugeda. El terreno en lo general es quebrado y de mala calidad, á escepcion de la parte del valle; comprende buenos montes poblados de encina y algunas matas bajas. caminos: los que dirigen á los pueblos limítrofes. correo: se recibe y despacha en Molina por el balijero de Chera. prod.: trigo, cebada, centeno, legumbres, patatas, verduras, leñas de combustible y yerbas de pasto, con las que se mantiene ganado lanar, cabrio, vacuno, mular, yeguar y asnal; hay caza de perdices, conejos, liebres y algunos corzos y venados. ind.: la agrícola y recriacion de ganados. pobl.: 95 vec., 401 alm. cap. prod.: 2.450,000 rs. imp.: 192,500. contr.: 4,058.
(Madoz, 1849, p. 128)

## Demografía
Traíd cuenta con una población de 19 habitantes (INE 2024).
| Gráfica de evolución demográfica de Traíd entre 1842 y 2021                                                         |
| |
| Población de derecho según los censos de población del INE Población de hecho según los censos de población del INE |

| 47            | 70 | 60 | 62 | 44 | 34 | 29 |
| (Fuente: INE) |    |    |    |    |    |    |